# Isotta Gervasi
Prosepina Isotta Gervasi (Castiglione di Cervia, 21 novembre 1889 – Modena, 17 giugno 1967) è stata un medico italiano, seconda donna in Italia a svolgere la professione di medico condotto.  Ha operato nel territorio cervese e, grazie alle sue qualità umane, ha acquistato nel tempo un'immagine leggendaria, tanto da essere ricordata come la “dottoressa dei poveri” e l'“angelo in bicicletta”.
Grazia Deledda, che trascorreva le vacanze a Cervia, le dedicò un elzeviro sul Corriere della Sera nell'agosto del 1935:
Nel 1965 la Fondazione "Carlo Erba" le assegnò il premio "Missione del medico".

## Biografia

### Formazione
Nacque a Castiglione di Cervia il 21 novembre 1889; prima di otto sorelle, era figlia di Emilio Gervasi, imprenditore edile, e Virginia Ridolfi. La famiglia le attribuì anche i nomi di Proserpina e Saffa. I genitori pongono molta cura nell’educazione delle loro figlie. Isotta studia medicina e chirurgia all’Università di Bologna e diventa, nel 1916, assistente di Riccardo Simonini nella Clinica pediatrica dell’Università di Modena. 
Frequenta il liceo classico, inizialmente al “Vincenzo Monti” di Cesena, poi a Ravenna. In questi anni, matura la scelta di intraprendere la carriera di medico; lei stessa racconta, in un'intervista rilasciata nel 1965, come le sia venuta la vocazione per questa professione:
Successivamente si iscrisse alla Facoltà di Medicina e Chirurgia dell'Università di Bologna, dove fu allieva di Augusto Righi e Augusto Murri. Si laureò a Modena il 15 maggio 1917 e nel 1919 si specializzò in Pediatria. Tra il 1916 e il 1919, lavorò alla clinica pediatrica modenese, come assistente del professor Riccardo Simonini. Nello stesso 1919, ottenne la condotta medica a Savarna e, subito dopo, a San Zaccaria, dove rimase fino al 1933.

### Il ventennio fascista
Isotta Gervasi esercitò la sua professione durante il Fascismo, caratterizzato da un forte “dominio patriarcale”, in cui erano esclusivamente gli uomini ad occuparsi della produzione e del sostentamento della famiglia, mentre alle donne spettava la cura dei figli e il governo della casa. In questo arco di tempo, si tentò di escludere la figura femminile non solo dalla sfera politica, ma anche da quella scolastica e lavorativa. Uscire da questi rigidi schemi era per la donna, pertanto, un vero e proprio atto di ribellione.
Le prime italiane che si laurearono in Medicina intorno alla fine dell'Ottocento tendevano a continuare con la specializzazione pediatrica, tradizione che anche Isotta Gervasi parve rispettare. Tuttavia, vincendo un iniziale imbarazzo, decise di assumere, nonostante le comprensibili difficoltà, l'incarico di medico condotto.
Operando in una zona di campagna tanto vasta, la Gervasi iniziò a muoversi a piedi o in bicicletta, poi in motocicletta e, successivamente, si servì dell'auto, dimostrandosi, anche in questo campo, un'antesignana.
Nel 1933, a causa di problemi di salute, Isotta Gervasi lasciò la condotta, esercitando per una decina di anni in un ambulatorio di Ravenna, curando alcune delle famiglie più facoltose della città, non rinunciando tuttavia ad occuparsi dei pazienti più poveri, soprattutto gli operai della zona.
Durante la guerra, le fu affidata la condotta di Savio, dove esercitò per lo più gratuitamente, curando sfollati e soldati di ogni nazionalità. Così riporta l'amica Lina Sacchetti:
Per tale motivo a Cervia, dopo la guerra, venne nominata medico ufficiale in una colonia marina per ragazzi.

### Gli interessi culturali
I suoi diversi e molteplici interessi la condussero ad intraprendere rapporti con intellettuali ed artisti della cultura romagnola. Isotta Gervasi era ospite abituale nelle case di Antonio Beltramelli e dei fratelli Corradini-Ginanni, Arnaldo Ginna e Bruno Corra, suo compagno di liceo; qui incontrò anche il celebre musicista futurista Francesco Balilla Pratella. Tra le sue conoscenze non mancano i poeti Aldo Spallicci e Giuseppe Valenti, il pittore Boris Georgiev, che le dedicò un ritratto, e i letterati Renato Serra e Calogero Tumminelli.
In questo contesto assumono importanza rilevante i soggiorni alle Terme della Fratta, dove ebbe occasione di stringere amicizia con la ballerina Maria Borgese e la scrittrice Grazia Deledda.
A Polenta, nel 1932, in occasione dell'inaugurazione del monumento a Giosuè Carducci, la Gervasi fu presentata a Benito Mussolini che le offrì un incarico al Ministero della sanità, che, secondo le fonti, rifiutò.
Tuttavia, questo periodo, non può essere documentato con precisione poiché le fotografie, le lettere e i libri con dedica degli amici scrittori, che costituivano il suo archivio privato, furono perduti durante la Seconda Guerra Mondiale.

### Premi e riconoscimenti

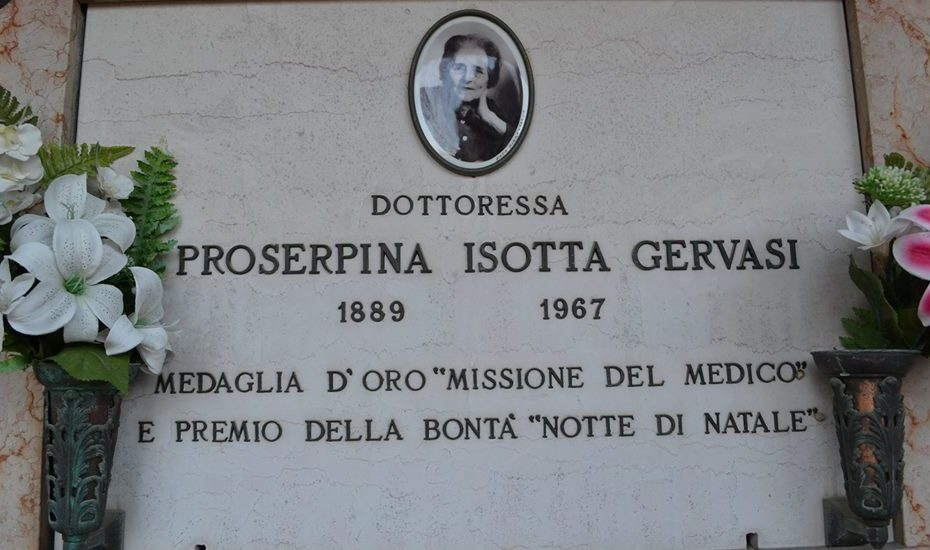
Lapide di Isotta Gervasi (Cimitero di Cervia)

Nel 1963 la città di Cervia le assegnò il “Premio della bontà. Notte di Natale”, in segno di stima per il suo costante impegno. Successivamente, nel 1965, Isotta Gervasi fu la prima donna premiata, quale "esempio magnifico di altruismo che onora altamente la professione del medico",  con il conferimento del “Premio Missione del Medico” della Fondazione “Carlo Erba”.
Dopo questo riconoscimento, che le diede fama a livello nazionale, la stampa italiana iniziò ad interessarsi alla sua figura, soprattutto dopo aver scoperto che in Romagna lavorava una donna medico condotto fin dal 1919.
A lei fu dedicata l'intera copertina di un numero della rivista “Tempo Medico”, firmata da Guido Crepax. Tale popolarità mise in imbarazzo l'ormai anziana dottoressa, che era sempre stata schiva e riservata, e che si mostrò quasi infastidita da tanta attenzione pubblica.
Fino all'estate del 1966 Isotta Gervasi continuò ad abitare e a lavorare a Cervia. Successivamente si trasferì per il periodo invernale a Modena, presso la sorella Liliana, dove morì il 17 giugno 1967 in seguito ad una crisi cardiaca.

## Figura leggendaria

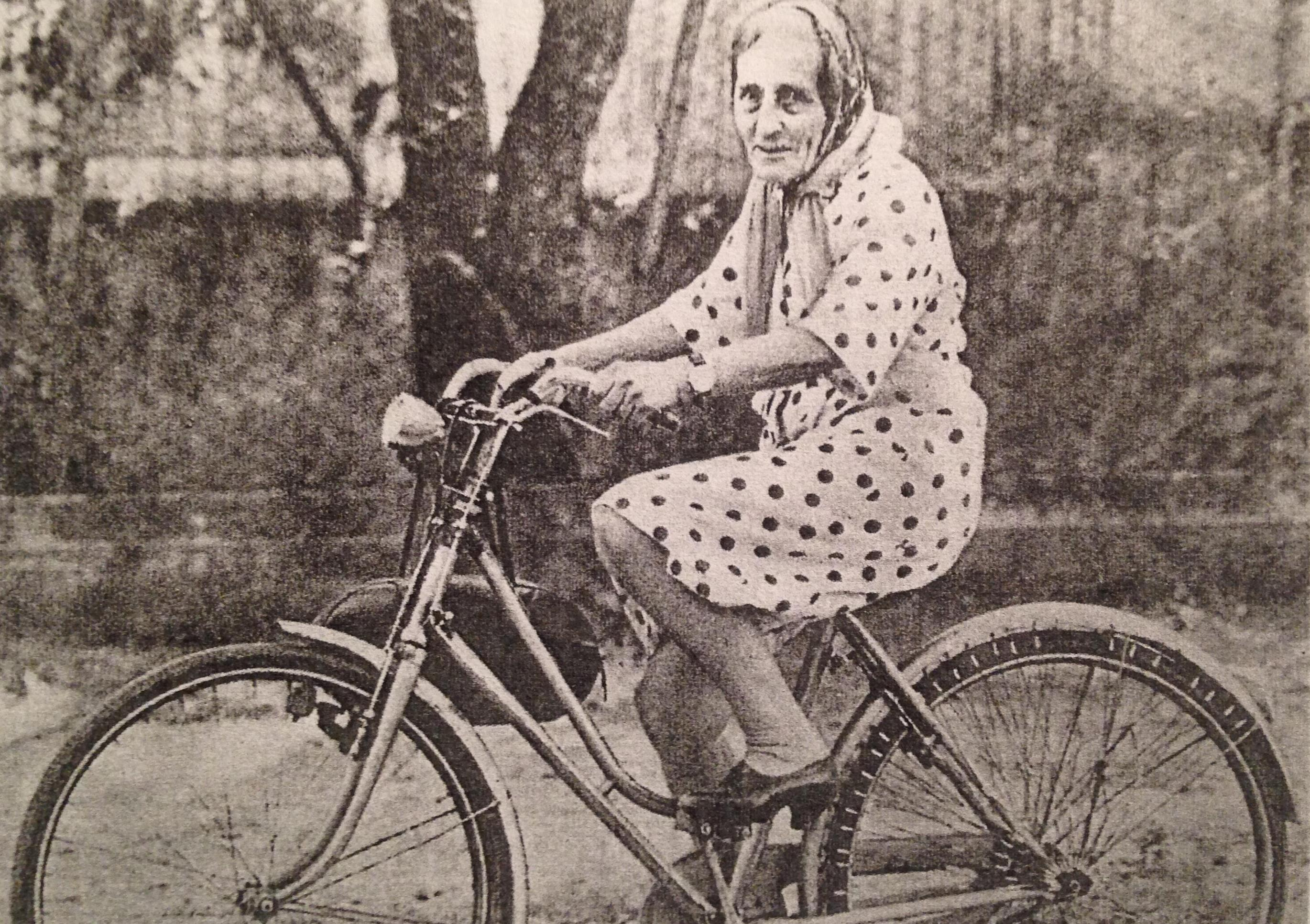
Isotta con la sua bicicletta negli anni Sessanta (Biblioteca Torre S. Michele, Cervia, Fondo Gervasi)

Oggi nel territorio cervese la figura di Isotta Gervasi è divenuta quasi leggendaria, tanto da essere ricordata come la “dottoressa dei poveri” e l'“angelo in bicicletta”. Il fatto stesso che avesse scelto di fare della sua professione una vera missione, contribuì ad alimentare quello che ormai si può definire un “mito” dell'iconografia popolare. Fin dall'inizio riuscì a conquistare l'affetto e la stima dei suoi pazienti, dimostrando coraggio e determinazione e allo stesso tempo, disponibilità e professionalità.
Oltre a tutte queste doti, alcune testimonianze descrivono la giovane dottoressa come una donna sportiva e ardita. Durante il liceo fu un'abile schermitrice, vincendo anche alcuni concorsi regionali come fiorettista; sapeva cavalcare ed era appassionata di motociclette e automobili, tanto da vincere anche alcune competizioni. La passione per questi sport, allora considerati “maschili”, contribuì ad alimentare l'alone leggendario.
Un altro episodio che suscitò un notevole scalpore avvenne l'11 marzo 1918, quando l'aeroplano dell'aviatore triestino Giovanni Widemer, atterrò a Ravenna. Era infatti il primo aereo che sorvolava la città e vi si fermava; ma l'eccezionalità dell'evento fu che la Gervasi volle provare l'emozione del volo, stabilendo ancora una volta uno dei suoi molti primati: la prima donna ravennate a volare.
Continuò a lavorare fino agli ultimi anni della sua vita: nonostante i diversi disturbi, lavorava dall'alba a sera inoltrata. Era tornata a servirsi della bicicletta, sul cui manubrio teneva due sporte di paglia, contenenti, una gli strumenti professionali, l'altra i compensi delle visite. Al cancello della sua abitazione, in viale Colombo, si trovava sempre appesa una borsa, che raccoglieva in qualsiasi momento le “chiamate” dei suoi pazienti, che erano soprattutto umili pescatori e salinai.
Cervia, negli anni Settanta, le ha dedicato una strada nei pressi del porto ed una scuola media situata nel viale Caduti per la Libertà.

## Rapporto con Grazia Deledda
Sono numerose le testimonianze, sia di lettere private, sia di alcuni componimenti, in cui Grazia Deledda descrive, con toni affettuosi e incuriositi, Isotta Gervasi. Le due si incontrarono intorno al 1920 alle Terme della Fratta, dove la scrittrice era solita fermarsi per qualche giorno, di ritorno da Cervia. Senza dubbio ella rimase colpita, sia umanamente, sia artisticamente, dalla giovane cervese; le due iniziarono a trascorrere molto tempo insieme: la scrittrice, nelle lettere ai familiari, parla spesso delle serate trascorse in sua compagnia, e delle gite in macchina per far visita a Marino Moretti e Alfredo Panzini.
Non è difficile capire perché le due donne fossero entrate in stretta amicizia. Erano entrambe dotate di una forte tenacia, grazie alla quale riuscirono a vincere le diffidenze e i pregiudizi di un'epoca in cui alle donne era riservato un ruolo marginale nella sfera pubblica e professionale; si affermarono in campi, seppure diversi, caratterizzati da una forte predominanza maschile.
Isotta Gervasi fu anche medico curante di Grazia Deledda durante i suoi ultimi soggiorni cervesi. Nella novella "Agosto felice", apparsa per la prima volta sul Corriere della Sera del 30 agosto 1935, e poi pubblicata nella raccolta postuma "Il cedro del Libano", la scrittrice, ormai gravemente malata, delineò uno dei più bei ritratti della dottoressa cervese:
La Dottoressa è bella, elegante; alla sera si trasforma come la fata Melusina, coi suoi vestiti e i suoi gioielli sfolgoranti, e gli occhi e i denti più sfolgoranti ancora: ma fata lo è anche davanti al letto del malato, sia un principe o un operaio, al quale, oltre alle sue cure sapientissime, regala generosamente bottiglie di vino antico e polli e fiori. Il suo nome è Isotta.»
Isotta Gervasi, d'altra parte, era solita descrivere Grazia Deledda come una donna dagli occhi vivacissimi e intelligenti e, allo stesso tempo, timida e riservata, evidenziandone le qualità più simili al suo carattere: da un lato la determinazione e la tenacia, dall'altro la dolcezza e la discrezione.
La famiglia Madesani Deledda rimase molto legata alla dottoressa, anche dopo la morte della scrittrice, tracciandone un delineato profilo in occasione della segnalazione per il premio "Missione del Medico", promosso dalla Fondazione "Carlo Erba".